# Erlau
Pour les articles homonymes, voir Erlau (homonymie).
Erlau  est une commune de Saxe (Allemagne), située dans l'arrondissement de Saxe centrale, dans le district de Chemnitz.